# Arrondissement Metz
Arrondissement Metz (fr. Arrondissement de Metz) je správní územní jednotka ležící v departementu Moselle a regionu Grand Est ve Francii. Člení se dále na deset kantonů a 143 obcí. Vznikl 1. ledna 2015 sloučením arrondissementů Metz-Campagne a Metz-Ville.

## Kantony
- Coteaux de Moselle
- Faulquemont (část)
- Metz-1
- Metz-2
- Metz-3
- Montigny-lès-Metz
- Pays messin
- Rombas
- Saulnois (část)
- Sillon mosellan